# 마담 엠마
마담 엠마(Street Of No Return)는 포르투갈에서 제작된 사무엘 풀러 감독의 1989년 액션, 드라마, 범죄, 스릴러 영화이다. 키스 캐러딘 등이 주연으로 출연하였다.

## 출연

### 주연
- 키스 캐러딘
- 발렌티나 바거스

### 조연
- 빌 듀크
- 베르나르 프레송
- 안드레아 페럴

## 제작진
- 원작자: 데이빗 구디스
- 배역: 제라르 모우레브리에르